# اچ‌دی ۱۰۰۷۷۷
اچ‌دی ۱۰۰۷۷۷ یک ستاره است که در صورت فلکی شیر قرار دارد.